# ألكسندر ستيبانوف (مبرمج)
الكسندر ستيبانوف (بالروسية: Александр Александрович Степанов) هو خبير في الإعلام الألي من أصل سوفيتي، ولد في موسكو في 16 نوفمبر عام 1950، حيث درس الرياضيات. و تخصصه البرمجة العامة، و هو منشأ المكتبة المعروفة في السي++ المعروفة باسم Standard Template Library.و بدأ بتطوير STL في سنة 1992 عندما كان يعمل في مختبرات هوليت-باكارد. و عمل أيضا سابقا في مختبرات بل، وحاول إقناع بيارن ستروستروب بإدخال بعض التعديلات في لغة سي++ تشبه لغة أيدا.
وهو مؤلف كتاب عناصر البرمجة (مع Paul McJones)، وهو كتاب يأتي من دروس Foundations of Programming التي كان الكسندر ستيبانوف يقدمعا لأدوبي سيستمز عندما كان يعمل عندهم.
و يعمل حاليا في A9.com.